# Stade Jos Becker
Stade Jos Becker – stadion piłkarski w Hostert, w Luksemburgu. Został otwarty w 1956 roku. Może pomieścić 1500 widzów. Swoje spotkania rozgrywają na nim piłkarze klubu US Hostert.
30 lipca 2017 roku na stadionie rozegrano mecz o Coupe de la Ligue (odpowiednik Superpucharu) pomiędzy zespołami F91 Dudelange i Fola Esch (2:2, k. 8:9).